# Stick Around
Stick Around é um curta-metragem de comédia mudo norte-americano, realizado em 1925, com o ator cômico Oliver Hardy.

## Elenco
- Bobby Ray
- Oliver Hardy - Paperhanger (como Babe Hardy)
- Hazel Newman - Nurse Zenia Zane
- Harry McCoy - Dr. Brown